# Dasineura halimodendronifolia
Dasineura halimodendronifolia är en tvåvingeart som beskrevs av Fedotova 1990. Dasineura halimodendronifolia ingår i släktet Dasineura och familjen gallmyggor.
Artens utbredningsområde är Kazakstan. Inga underarter finns listade i Catalogue of Life.